# Agriotypus changbaishanus
Agriotypus changbaishanus är en stekelart som beskrevs av Chao 1981. Agriotypus changbaishanus ingår i släktet Agriotypus och familjen brokparasitsteklar. Inga underarter finns listade i Catalogue of Life.